# Opisthotropis cucae
Espèce
Statut de conservation UICN

 DD  : Données insuffisantes
Opisthotropis cucae est une espèce de serpents de la famille des Natricidae. 

## Répartition
Cette espèce est endémique de la province de Kon Tum au Viêt Nam,.

## Description
L'holotype d’Opisthotropis cucae, une femelle adulte, mesure 464 mm de longueur totale dont 66 mm pour la queue.

## Étymologie
Son épithète spécifique, cucae, lui a été donnée en l'honneur de l'herpétologiste vietnamienne Hồ Thu Cúc (d), d'une part parce que c'est elle qui a collecté l'holotype mais également et surtout pour sa contribution à la connaissance de la faune herpétologique du Viêt Nam

## Publication originale
- (en) Patrick David, Cuong The Pham, Nguyen Quang Truong et Thomas Ziegler, « A new species of the genus Opisthotropis Günther, 1872 (Squamata: Natricidae) from the highlands of Kon Tum Province, Vietnam », Zootaxa, Nouvelle-Zélande, no 2758,‎ 2011, p. 43–56 (ISSN 1175-5334, lire en ligne).